# Посольство України в Іспанії

Консульські округи України в Іспанії

Посольство України в Королівстві Іспанія — дипломатична місія України в Королівстві Іспанія, знаходиться в місті Мадрид.

## Завдання посольства
Основне завдання Посольства України в Мадриді представляти інтереси України, сприяти розвиткові політичних, економічних, культурних, наукових та інших зв'язків, а також захищати права та інтереси громадян і юридичних осіб України, які перебувають на території Іспанії та Князівства Андорра.
Посольство сприяє розвиткові міждержавних відносин між Україною і Королівством Іспанія на всіх рівнях, з метою забезпечення гармонійного розвитку взаємних відносин, а також співробітництва з питань, що становлять взаємний інтерес. Посольство виконує також консульські функції.

## Історія дипломатичних відносин
У 1918 році були перші спроби встановити дипломатичні відносини. 26.04.1918 — Уряд УНР призначив представником України при Уряді Королівства Іспанія Миколу Шрага.
Після проголошення незалежності Україною 24 серпня 1991 року Іспанія визнала Україну 31 грудня 1991 року. Дипломатичні відносини між Україною і Королівством Іспанія були встановлені 30 січня 1992 року шляхом підписання у Празі спільного комюніке.. У червні 1995 року було відкрито Посольство України в Мадриді.
Договірно-правова база між Україною та Іспанією складається з 39 міжнародних договорів Основним документом є Договір про дружбу і співробітництво між Україною та Іспанією, укладений 17 серпня 1997 року.

## Керівники дипломатичної місії
1. Гнєдих Олександр Іванович (1995–1997) т.п.
2. Тараненко Олександр Сергійович (1997–2004), посол
3. Власенко Олег Вікторович (2004–2006) т.п.
4. Щерба Анатолій Анатолійович (2006–2012)
5. Красільчук Володимир Ярославович (2012) т.п.
6. Погорельцев Сергій Олексійович (2012–2016)
7. Щерба Анатолій Анатолійович (2016–2020)[5][6]
8. Погорельцев Сергій Олексійович (2020–2025)[7]
9. Соколовська Юлія Сергіївна (з 2025)[8]

## Генеральні консули України в Барселоні

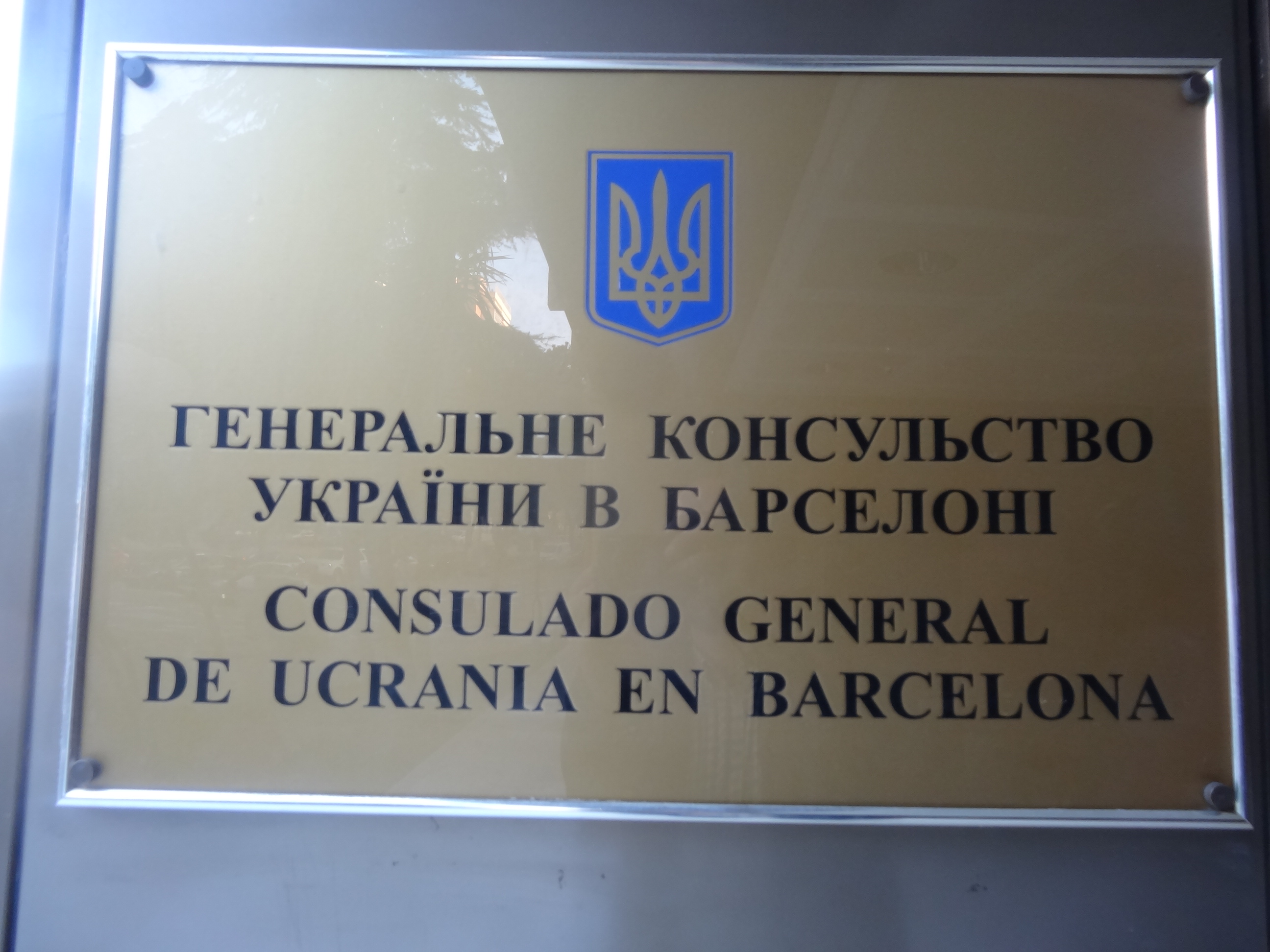
Генеральне консульство України в Барселоні

- Клименко Юрій Аркадійович (2006-2010)
- Хрипунов Олександр Вікторович (2011-2014)
- Крамаренко Світлана Миколаївна (2014-2016), в.о.
- Драмарецька Оксана Валеріївна (з 2016 - 2020р. )
- Воробйов Артем Олександрович (2021-2025)

## Консул України в Малазі
- Крамаренко Світлана Миколаївна (з 2021 р.)[9][10]

## Почесні консульства України в Іспанії
- Іспанія: Валенсія (Пабло Хіль)[11][12][13]
- Іспанія: Пальма-де-Майорка (Володимир Носов)[14][15][16]